# Theo Vennemann
Theo Vennemann (Oberhausen. 27 de maig de 1937) és un lingüista alemany, professor emèrit de Lingüística Germànica i Teòrica de la Universitat de Múnic.
Va completar la secundària a la Hoffmann-von-Fallersleben-Schule de Brunswick. Des de 1957 va estudiar matemàtiques, física i filosofia a la Universitat de Gotinga. En 1959 es va traslladar a la Universitat de Marburg on es va graduar en matemàtiques, germanística i filosofia el 1964.
Després d'una estada a la Universitat de Texas a Austin, des de 1965 fins a 1974 va ser professor ajudant a la Universitat de Califòrnia a Los Angeles i va obtenir el 1968 el seu doctorat en fonologia alemanya.
Des de 1974 fins a 2005 va ser professor a la Universitat de Múnic, on a més ha estat vicedegà i degà de la Facultat de Llengües i Literatura. També ha estat professor convidat a Salzburg, a la Universitat Lliure de Berlín i a la Universitat Estatal de Nova York. Des de 1996 Vennemann és, a més, membre del consell municipal de Ried (Baviera).

## Recerques
Vennemann ha realitzat recerques sobre tipologia lingüística general i sobre la paleolingüística d'Europa. És conegut per la seva teoria del substrat vascónic, segons la qual la toponímia i hidronímia d'Europa occidental i central, Gran Bretanya i Irlanda evidencia l'existència antiga d'un substrat de població que parlava idiomes de la família de l'actual basc. Ha estat debatuda també la seva hipòtesi sobre la influència semítica en les llengües germàniques. Ha intentat demostrar que l'alfabet rúnic procedeix directament de l'alfabet fenici transmès per mitjà dels cartaginesos.

## Obres
- German phonology. Ann Arbor, Michigan, 1968.
- Schuchardt, the neogrammarians, and the transformation theory of phonological change. Athenäum, Frankfurt a. M., 1972. ISBN 3-7610-4826-2
- Linguistik und Nachbarwissenschaften. Scriptor, Kronberg, 1973. ISBN 3-589-00001-5
- Neuere Entwicklungen in der Phonologie. de Gruyter, Berlin, 1986. ISBN 3-11-010980-8
- Sprache und Grammatik. Grundprobleme der linguistischen Sprachbeschreibung. Wissenschaftliche Buchgesellschaft, Darmstadt, 1982. ISBN 3-534-08305-9
- Basken, Semiten, Indogermanen. Urheimatfragen in linguistischer und anthropologischer Sicht. In: Sprache und Kultur der Indogermanen. Akten der X. Fachtagung der Indogermanischen Gesellschaft, 22.-28. September 1996. Hrsg. v. Wolfgang Meid. Innsbrucker Beiträge zur Sprachwissenschaft. Bd 93. Innsbruck, 1998, 119-138. ISBN 3-85124-668-3
- Europa Vasconica - Europa Semitica. Trends in linguistics. Studies and monographs. Bd 138. de Gruyter, Berlin, 2003. ISBN 3-11-017054-X